# Le Cerveau du nabab
Le Cerveau du nabab (en anglais Donovan's Brain) est un roman de science-fiction écrit par l'écrivain allemand exilé aux États-Unis Curt Siodmak, publié en 1943 par les éditions Alfred A. Knopf à New York. Cet ouvrage développe le thème de la manipulation des cerveaux.

## Influence
Le roman de Curt Siodmak sert d'inspiration au dessinateur belge Edgar P. Jacobs pour La Marque jaune, la troisième aventure de sa série Blake et Mortimer. Plusieurs scènes du roman sont reprises dans l'intrigue de la bande dessinée.

## Adaptation
Le roman est adapté plusieurs fois au cinéma :
- en 1944 par le réalisateur américain George Sherman sous le titre La Femme et le Monstre ;
- en 1953 par le réalisateur américain Felix E. Feist sous le titre Donovan's Brain ;
- en 1962 par le réalisateur américain Freddie Francis sous le titre La Vengeance du docteur Corrie.